# Scott Cawthon
Scott Braden Cawthon là một nhà thiết kế, nhà phát triển, nhà làm phim hoạt hình, nhà văn độc lập người Mỹ, nổi tiếng là người tạo ra chuỗi trò chơi và thương hiệu nhượng quyền thương mại Five Nights at Freddy's. Cawthon đã tạo ra các trò chơi khác như The Desolate Hope và There is No Pause Button!, cũng như các bộ phim hoạt hình dựa trên Kitô giáo như A Christmas Journey và The Pilgrim's Progress. Ông đã sử dụng Autodesk 3ds Max và Clickteam Fusion 2.5 để phát triển se-ri Five Nights at Freddy's và hầu hết các trò chơi khác của ông. Hiện tại, ông đã viết kịch bản cho một bộ phim chuyển thể sắp công chiếu cùng tên với tựa game nổi tiếng nhất của ông: Five Nights at Freddy's

## Sự nghiệp

### Ban đầu
Cawthon bắt đầu sự nghiệp vào năm 1994. Ông tham gia nhóm phát triển theo Cơ đốc giáo Hope Animation, và cùng họ phát triển những đoạn phim hoạt họa liên quan tới đạo Cơ đốc. Trong thời gian đầu những năm 2002, ông cũng tự phát triển các trò chơi cũng liên quan tới Cơ đốc giáo và một vài trò chơi nhập vai. Đáng tiếc, dù nhận được phản hồi tích cực, các dự án nhỏ lẻ của ông không nhận được thành công về mặt tài chính. Ông phải làm thêm tại các chuỗi cửa hàng Target và Dollar Genaral.

### Chuỗi Five Nights at Freddy's
Năm 2013,Cawthon đã tạo nên một trò chơi dành cho đối tượng gia đình mang tên Chipper & Sons Lumber Co. Nó bị đánh giá thậm tệ vì vẻ bề ngoài đáng sợ và con mắt vô hồn của các nhân vật trong trò chơi. Ông sau đó đã rơi vào cơn trầm cảm và khủng hoảng. Sau đó, ông xem xét lại các đánh giá tiêu cực và chủ đích muốn tạo một thứ gì đó đáng sợ hơn. Đây là động lực ban đầu để ông làm nên phần game đầu tiên
Sụ thành công ngoài mong đợi của Five Nights at Freddy's phần đầu khiến ông tạo nên các phần 2, 3, 4, Five Nights at Freddy's:Sister location  sau này và cùng một số công ty phát triển đồng sáng tác một số trò chơi khác như Steel Wool studios với phần Five Nights at Freddy's: Security Breach. Ngoài ra, chuỗi thương hiệu của ông còn được hợp tác với các công ty và nhà sản xuất, tạo ra ấn phẩm truyện tranh, thú nhồi bông và cả đồ sưu tầm.